# 10K解像度

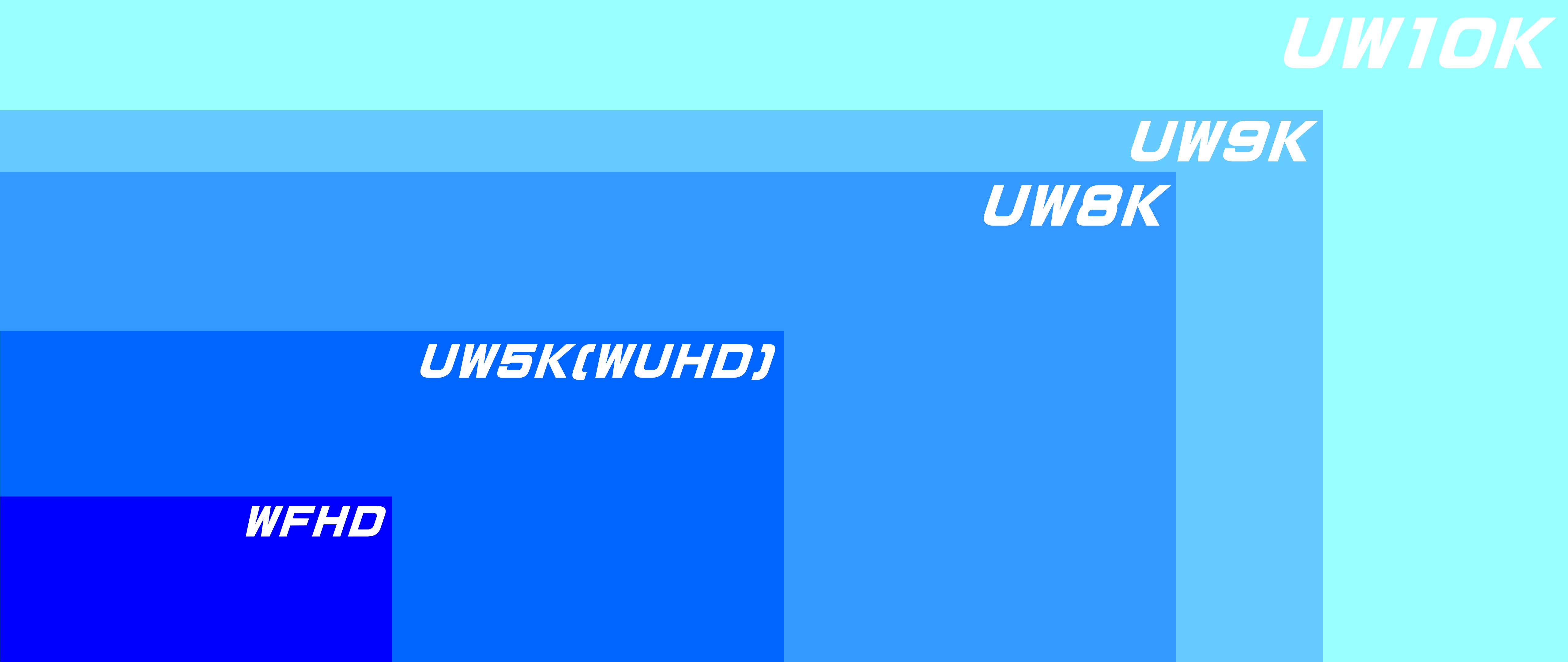
WFHD、UW5K(WUHD)、UW8K、UW9K、UW10Kの解像度の比較。

10K解像度（じゅうケイかいぞうど、テンケイかいぞうど、英語: 10K resolution）は、ディスプレイ解像度が約1万ピクセルの表示形式で、通常は5K解像度の2倍の9,600または10,240ピクセルである。4Kや8Kとは異なり、UHDTV放送規格の一部ではない。利用可能な最初のデバイスは、8Kの垂直解像度を持つウルトラワイド・フォーマット「21：9」画面を備えている。これは、ネイティブの16:9のアスペクト比。

## 歴史
2015年6月5日、中国メーカーのBOEは、アスペクト比64:27（約21：9）、解像度10,240×4,320の10Kディスプレイを展示した。
2016年11月、全米家電協会は、デジタルビデオ伝送フォーマットの標準のアップデートであるCTA-861-Gを公開。このリビジョンでは、最大120 Hzでアスペクト比64:27（≈21：9）の10K解像度である10,240×4,320のサポートが追加された。
2017年1月4日、 HDMIバージョン2.1が正式に発表され、同年11月28日にリリースされた。HDMI 2.1には、最大120 Hzでの10K（10,240×4,320）を含む、CTA-861-G規格にリストされているすべてのフォーマットのサポートが含まれている。HDMI 2.1は、最大48 Gbit/sの帯域幅をサポートする新しいウルトラハイスピードHDMIケーブルを使用する必要がある。ディスプレイストリーム圧縮（DSC）1.2aは、4：2：0クロマ・サブサンプリングで8K解像度を超えるビデオフォーマットに使用される。

## カメラ
2021年現在、フェーズワン、富士フイルム、 ハッセルブラッド、ソニーなど、10K以上の解像度が可能なフォトカメラを製造している企業が複数ある。
他の企業でも10Kの解像度が可能なセンサーを製造しているが、ほとんどの場合、一般のユーザーは利用できず、科学的または産業的な目的で使用される。
ブラックマジックデザインは、URSA Mini Pro12Kで10K以上の解像度で撮影できるビデオカメラを製造している唯一の会社である。

## 10K解像度の例
| 解像度         | アスペクト比    | 総ピクセル数 （Mpx） | 備考                          |
| -------------- | --------------- | -------------------- | ----------------------------- |
| 10,240 × 5,760 | 16:9            | 58,9                 |                               |
| 10,240 × 4,320 | 64:27（約21:9） | 44,2                 | ウルトラハイスピード HDMI 2.1 |

## 10K UHD のサイズ
| 10K UHD (10,240x4,320 = 44,236,800 ピクセル) | 10K UHD (10,240x4,320 = 44,236,800 ピクセル) | 10K UHD (10,240x4,320 = 44,236,800 ピクセル) | 10K UHD (10,240x4,320 = 44,236,800 ピクセル) |
| -------------------------------------------- | -------------------------------------------- | -------------------------------------------- | -------------------------------------------- |
| 1080p (2560×1080)                            | 1080p (2560×1080)                            | 1080p (2560×1080)                            | 1080p (2560×1080)                            |
| 1080p (2560×1080)                            | 1080p (2560×1080)                            | 1080p (2560×1080)                            | 1080p (2560×1080)                            |
| 1080p (2560×1080)                            | 1080p (2560×1080)                            | 1080p (2560×1080)                            | 1080p (2560×1080)                            |
| 1080p (2560×1080)                            | 1080p (2560×1080)                            | 1080p (2560×1080)                            | 1080p (2560×1080)                            |